# Коби Мејну
Коби Боатенг Мејну (енгл. Kobbie Boateng Mainoo; Стокпорт, 19. април 2005) енглески је фудбалер који тренутно наступа у Премијер лиги за Манчестер јунајтед на позицији везног играча. Такође наступа и за репрезентацију Енглеске.
Мејну је прошао кроз омладински систем Манчестер јунајтеда и унутар ког је проглашен за младог играча године 2023. Дебитовао је за први тим на утакмици ЕФЛ купа у јануару 2023. Мејну је играо за Енглеску на нивоу до 17, 18 и 19 година пре него што је дебитовао за сениорски тим у марту 2024.

## Рани живот
Коби Боатенг Мејну је рођен 19. априла 2005. у Стокпорту, Шири Манчестер,  од родитеља пореклом из Гане.  Његов старији брат је Џордан Хејмс, који је учествовао у петој сезони ријалитија Острво љубави. Одрастао је у Чидл Халму, предграђу Стокпорта,  и започео је омладинску каријеру у фудбалском клубу Чидл и Гатли јуниор, пре него што је са девет година отишао у Манчестер јунајтед.

## Клупска каријера

### Манчестер Јунајтед

#### Сезона 2022-23
Мејну је потписао свој први професионални уговор са Манчестер јунајтедом у мају 2022.  Његови наступи, укључујући сјајну игру на средини терена против Карлајл јунајтеда на ЕФЛ трофеју, донели су му позив на тренинг са првим тимом у октобру 2022. 
Мејну је први пут био на клупи 16. октобра, у мечу Премијер лиге против Њукасл јунајтеда, након чега је дебитовао 10. јануара 2023., као стартер у победи Манчестер јунајтеда са 3:0 над Чарлтон Атлетиком у ЕФЛ купу. Дебитовао је у Премијер лиги 19. фебруара тако што је ушао као замена у победи код куће против Лестер Ситија са 3:0.

#### 2023–24: Пробој
Мејну је путовао са екипом Манчестер јунајтеда на њихову предсезонску турнеју у САД 2023–24. Међутим, задобио је повреду која га је спречила да започне наредну сезону. Након опоравка, Мејну је први пут наступио као стартер у лиги за Манчестер јунајтед 26. новембра 2023, у победи у Премијер лиги резултатом 3-0 у гостима против Евертона, у којој је добио награду за најбољег играча утакмице.  29. новембра је дебитовао у УЕФА Лиги шампиона, ушавши са клупе у 58. минуту ремија 3:3 у гостима против Галатасараја у групној фази.
28. јануара 2024, Мејну је постигао свој први гол за Манчестер јунајтед у победи од 4:2 на гостовању Њупорт Каунтију у четвртом колу ФА купа.  Неколико дана касније, 1. фебруара, постигао је свој први гол у Премијер лиги у победи од 4:3 у гостима над Вулверхемптон Вондерерсима, а победнички гол је постигао у седмом минуту надокнаде времена. Тај гол је касније проглашен голом месеца у Премијер лиги за фебруар 2024.  Мејну је 7. априла постигао свој први професионални гол на Олд Трафорду у ремију 2:2 са ривалом Ливерпулом у Премијер лиги.
У финалу ФА купа 25. маја, Мејну је постигао победнички гол у победи од 2:1 над градским ривалом Манчестер Ситијем. Постао је први енглески тинејџер који је постигао гол у финалу, још од Стива Мекензија за Сити против Тотенхем Хотспура 1981. и најмлађи од Џона Сисонса за Вест Хем јунајтед против Престон Норт Енда 1964. године. Сезона 2023–24 је надалеко призната као сезона великог пробоја за Мејнуа,  а у мају 2024. номинован је за награду за младог играча сезоне у Премијер лиги.

## Репрезентативна каријера
Мејну је представљао Енглеску на омладинском нивоу до 17, до 18 и до 19 година . 
У марту 2024, Мејну је први пут позван у сениорски тим, за пријатељске утакмице Енглеске против Бразила и Белгије. Дебитовао је са 18 година, 23. марта 2024. када је заменио Конора Галагера у 75. минуту у поразу од Бразила са 1:0 на стадиону Вембли. Мејну је свој први старт за Енглеску забележио против Белгије, на Вемблију, три дана касније. У 75. минуту га је заменио Џејмс Медисон, а на крају је добио награду за најбољег играча утакмице. 
Мејну је 6. јуна изабран у Енглески тим за УЕФА Еуро 2024. Првенствени деби забележио је у првом мечу тима, играјући последња четири минута, као замена за Џуда Белингема, у победи Енглеске над Србијом са 1-0 у Гелзенкирхену.  25. јуна играо је друго полувреме против Словеније у последњој утакмици групе Ц, заменивши Конора Галагера на полувремену. 
Мејну је 30. јуна постао трећи најмлађи играч који је стартовао за мушки тим Енглеске у нокаут фази великог турнира у победи над Словачком резултатом 2:1 у осмини финала.  Играо је 84 минута пре него што га је заменио Еберечи Езе. 

## Стил игре
Мејну је првенствено централни везни играч који је такође способан да игра као дефанзивни и нападачки везни.  Као интелигентан и сталожен играч, он се истиче у вођењу лопте напред, користећи дриблинг да се креће кроз тесне просторе и избегава дефанзивце.    Бивши дефанзивац Манчестер јунајтеда Рио Фердинанд упоредио је Мејнуов стил игре са игром Кларенса Седорфа. Тренер Манчестер јунајтеда Ерик тен Хаг похвалио је његову способност да се "брзо прилагоди високим нивоима", као и његову спремност да напредује и развија се као играч.   Аналитичар и бивши везни фудбалер Јунајтеда Пол Сколс имао је само речи хвале: „Прочитајте неколико поређења између мене и овог клинца од прошле недеље... не губите време, он је 10 пута бољи играч од мене са 19 година. Волим начин на који прима лопту, његову смиреност, свест о томе шта је око њега и наравно, велике голове у великим утакмицама. 

## Статистика

### Клуб
| Клуб                   | Сезона            | Лига              | Лига    | Лига   | ФА Куп  | ФА Куп | ЕФЛ Куп | ЕФЛ Куп | Остало  | Остало | Укупно  | Укупно |
| Клуб                   | Сезона            | Ниво Такмичења    | Наступа | Голова | Наступа | Голова | Наступа | Голова  | Наступа | Голова | Наступа | Голова |
| ---------------------- | ----------------- | ----------------- | ------- | ------ | ------- | ------ | ------- | ------- | ------- | ------ | ------- | ------ |
| Манчестер јунајтед У21 | 2022–23           | —                 | —       | —      | —       | —      | —       | —       | 3       | 0      | 3       | 0      |
| Манчестер јунајтед У21 | 2023–24           | —                 | —       | —      | —       | —      | —       | —       | 1       | 0      | 1       | 0      |
| Манчестер јунајтед У21 | Укупно            | Укупно            | —       | —      | —       | —      | —       | —       | 4       | 0      | 4       | 0      |
| Манчестер јунајтед     | 2022–23           | Премијер лига     | 1       | 0      | 1       | 0      | 1       | 0       | 0       | 0      | 3       | 0      |
| Манчестер јунајтед     | 2023–24           | Премијер лига     | 24      | 3      | 6       | 2      | 0       | 0       | 2       | 0      | 32      | 5      |
| Манчестер јунајтед     | Укупно            | Укупно            | 25      | 3      | 7       | 2      | 1       | 0       | 2       | 0      | 35      | 5      |
| Укупно у каријери      | Укупно у каријери | Укупно у каријери | 25      | 3      | 7       | 2      | 1       | 0       | 6       | 0      | 39      | 5      |

Напомене
1. ↑  Наступ у ЕФЛ Трофеју
2. ↑  Наступ у ЕФЛ Трофеју
3. ↑  Наступ у УЕФА Лиги шампиона

### Репрезентација
| Репрезентација | Година | Наступи | Голови |
| -------------- | ------ | ------- | ------ |
| Енглеска       | 2024   | 6       | 0      |
| Укупно         | Укупно | 6       | 0      |

## Награде
Манчестер јунајтед У18
- ФА омладински куп : 2021–22 [40]

Манчестер Јунајтед
- ФА куп : 2023–24 [41]

Индивидуалне
- Гол месеца у Премијер лиги : фебруар 2024. [18]
- ”Џими Марфи” млади играч године : 2022–23. [42]